# امیکسم
شهر امیکسم (به فرانسوی: Hemiksem) در شهرستان آنتوئر در استان آنتوئر در منطقه فلاندری در کشور بلژیک واقع شده‌است.

## نگارخانه

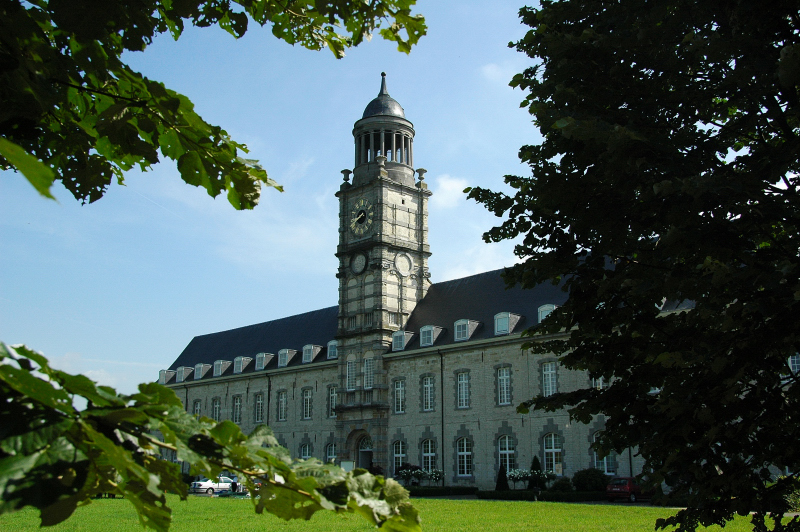
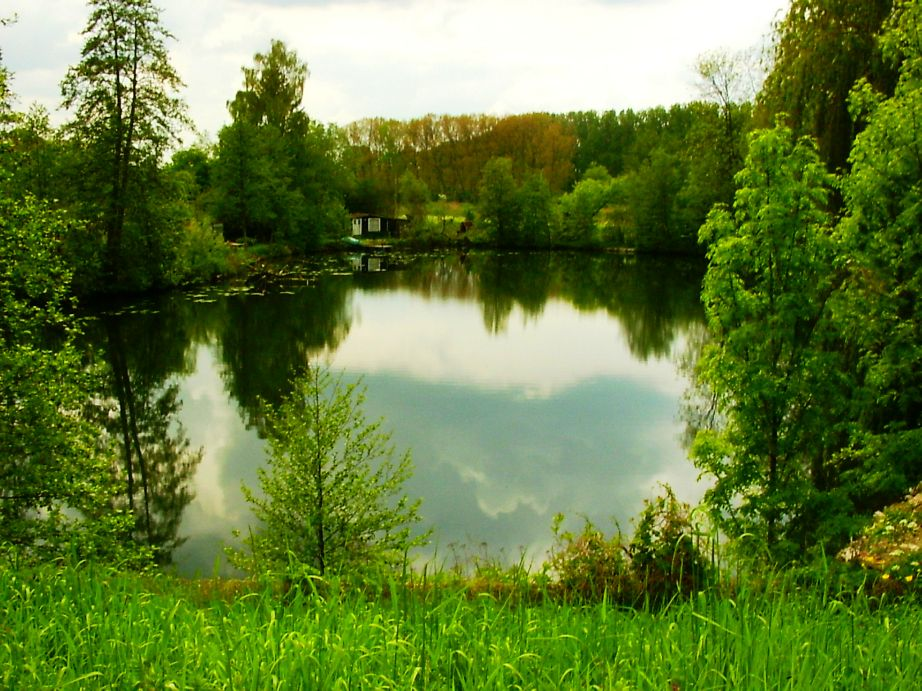
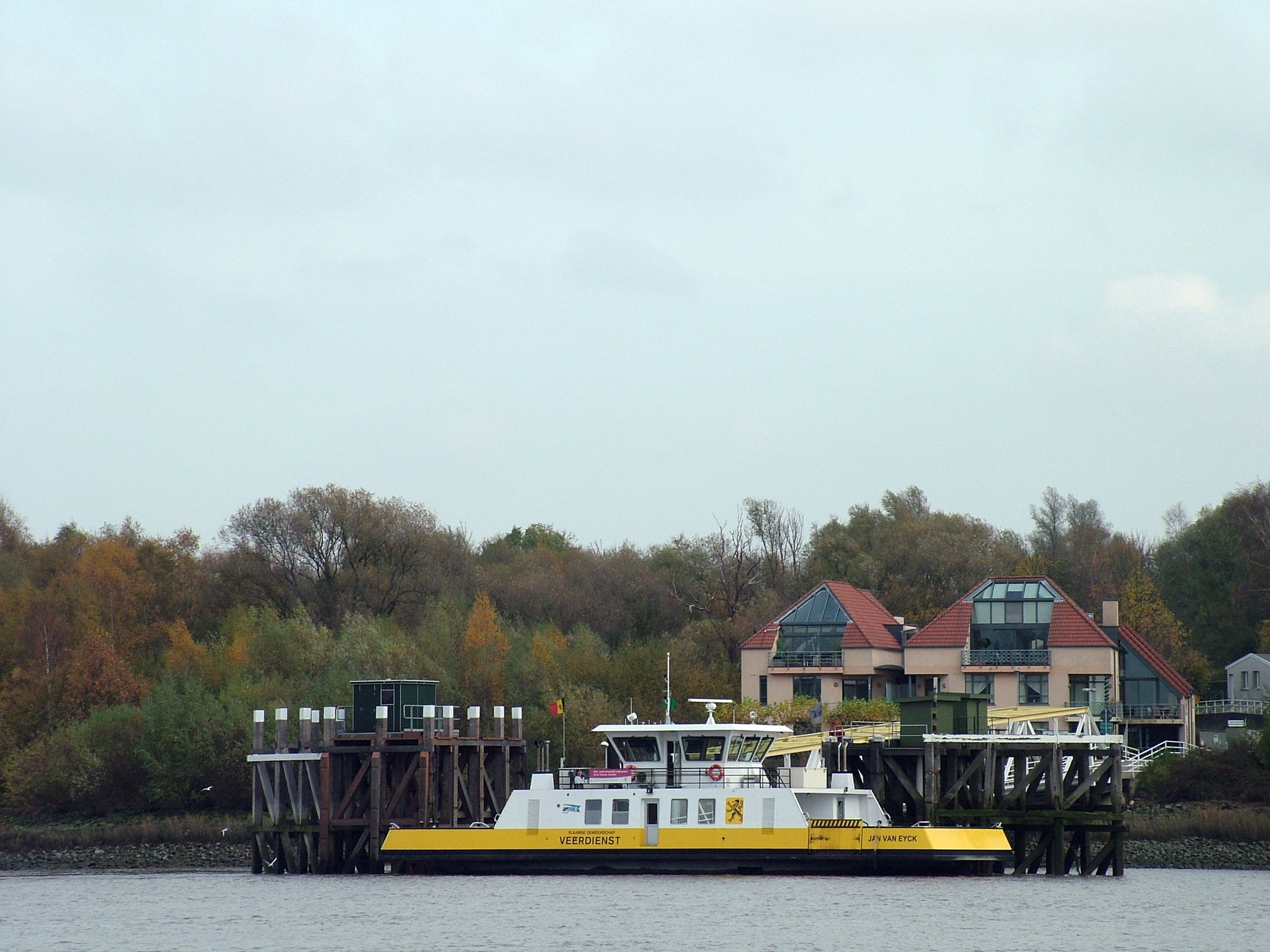